# Двойната Лотхен
„Двойната Лотхен“ (на немски: Das doppelte Lottchen) е роман за деца на Ерих Кестнер от 1949 г. Романът е многократно екранизиран, като най-известните филмови адаптации са „Капан за родители“ от 1961 г. и едноименният римейк от 1998 г.

## Сюжет
Две деветгодишни момичета – буйната Луиза от Виена и скромната, послушна Лоте от Мюнхен се срещат на летен лагер. Луиза е с дълги буйни къдрави коси, а Лоте — с плитки, но това е единствената разлика във външния им вид. Те никога не са се срещали преди, но скоро откриват, че са еднояйчни близначки. Родителите им са се развели и всеки е взел по едно от момичетата. Двете близначки решават да разменят местата си след лятото, така че Лоте да се запознае с баща им, а Луиза – с майка им. Те променят прическите си и Луиза заминава за Мюнхен, а Лоте – за Виена.
Макар че възрастните са изненадани от промените у всяко от момичетата („Лоте“ изведнъж е забравила да готви и започва да има проблеми в училище, „Луиза“ вече не обича любимото си ядене и става примерна ученичка), никой не подозира за размяната.
Когато Лоте (на мястото на Луиза) открива, че баща им обмисля да се ожени отново, тя се разболява и престава да пише на сестра си в Мюнхен.
Междувременно майката на Лоте попада на снимка с двете момичета, направена по време на летния лагер. Тя бързо се досеща какво е станало и Луиза ѝ разказва цялата история. Майката се обажда на бащата във Виена, за да му съобщи наученото и да попита защо Лоте е спряла да пише. Когато тя разбира, че дъщеря ѝ (Лоте) е болна, двете с Луиза заминават веднага за Виена, за да са с нея.
На рождения ден на момичетата, близначките и родителите им все още са заедно във Виена. Луиза и Лоте казват на родителите си, че няма да има нужда вече да им подаряват подаръци за рождените им дни, стига никога да не се налага да се разделят. Майката и бащата разговарят и осъзнавайки, че все още се обичат, решават да се оженят отново.